# Рибарска супа
Рибарска супа или халасзле је љута, зачињена рибља супа на бази паприке. Народна јела мађарске кухиње, то је јаркоцрвено љуто јело припремљено са издашним количинама љуте паприке и шарана или мешане речне рибе. Пореклом је из Панонске низије, посебно региона Дунава и Тисе. Такође је популарно јело међу етничким Немцима Дунавске Швабе и њиховим потомцима, познато као Карпфенсупе. У Хрватској се најчешће служи у регијама Славоније и Барање, где се назива фиш паприкаш.
Уз издашну употребу љуте паприке и, често, љуте паприке, халасзле је вероватно једно од најзачињенијих јела пореклом са европског континента.

## Припрема
Халасле је традиционална супа у којој уживају и локални становници и позната међу туристима. Важан састојак је чорба  направљена од делова рибе као што су свеже шаранске главе, кости, кожа и пераја динстана са поврћем које може укључивати црвени лук, зелену паприку и парадајз два сата. Потом се процеди, а десетак минута пре сервирања љуте млевене паприке и два филета шарана дебљине прста, кључалу супу се додаје икра.
Варијације укључују:
- Рибарска чорба а ла Сегедин . са шараном, сомом, јесетри и штуком или смуђом у размери од 1,5 фунте (800 г): 1 фунта (500 г): 0,5 фунти (350 г): и 0,5 фунте (350 г).
- Рибарска супа а ла Пакш, са домаћим танко исеченим мађарским шпацлом званим ципетке.
- Рибарска супа а ла Баја, са 75% шарана, сервирана са домаћим дебело исеченим шпацлом званим гиуфатесзта.

Супа се најчешће припрема од мешавине рибе, најчешће шарана, сома, смуђа и штуке. Позната је по томе што је веома љута и зачињена.
Када се припрема на лицу места, супа се сервира директно из лонца и једе са хлебом.
Популарна су такмичења у припремању рибарксе супе и обично се одржавају на сајмовима дуж речних обала.
Бело вино (као што је ризлинг) се служи уз халасзле. Разблажен газираном водом формира неку врсту шприцера, која се на мађарском назива фроцс.
Халасзле је традиционално јело за вечеру на Бадње вече у Мађарској.